# 와다 유지
와다 유지(일본어: 和田 雄治, 1859년 9월 29일~1918년 1월 5일)는 일본의 기상학자, 해양학자이다.
도쿄 대학 이과대학 물리학과를 졸업하고 일본 중앙기상대(中央気象台)의 전신인 내무성지리국측량과기상괘(内務省地理局測量課気象掛)에서 근무, 기상사업을 관할하였고, 기상의 조사연구에 평생을 전념하였다. 폭풍 경보와 천문 예보(=> 천깅창시자 즉다날씽1880년의 후지산 정상에서의 기상 관측, 일본 근해의 해류 조사 및 연구와 도쿄 물리학 강습소(현 도쿄 대학 이과 대학)의 설립 참여가 주요 업적으로 꼽힌다. 한국의 과학사 연구에 기여한 것으로 평가되기도 한다.

## 한국의 과학사 연구
1908년 4월에는 대한제국의 관측소기사(觀測所技師)로 임명되었다. 한국의 관측 기구를 연구하여 측우기를 세계 최초의 우량계로 소개하는 논문을 발표하였고, 학술보고서를 통하여 첨성대를 동양에서 가장 오래된 천문대로 소개하였다. 한일강제합병 후에는 조선총독부 관측소 기사로 활동하였고, 이 시기에 조선의 옛 관측기록들을 찾아내어 정리하는 등, 조선의 과학에 대한 연구를 남겼다.

## 해류 연구
1893년에는 일본 농상무성(農商務省) 수산조사소의 수산조사위원회 회원으로서 해류병에 의해 일본 근해의 해류를 조사할 것을 제안하여, 1893년에서 1895년에 이르는 기간 동안, 해류병을 놓아 오야시오 해류 및 쿠로시오 해류의 상태를 조사하였다. 이것이 일본 최초의 과학적인 해류 조사였다. 1913년부터는 오사카에서 마이니치 신문의 후원을 받아 대규모의 해류병을 이용한 해양 조사를 실시하였고, 1917년까지 13,357개의 병을 투입하여 그 중 2,990개가 회수되었다. 이 조사에 의해 일본 근해의 해류의 대체적인 형세가 명확해졌다. 조사 보고는 와다가 작성하였으나, 생전에는 출판되지 않고, 1922년에 '일본환해 해류조사업적(日本環海海流調査業績)'으로서 출판되었다. '북서태평양 월별 평균수원분포도'도 발표되었다.

## 수상 경력
- 1910년 1월, 대한제국 순종으로부터 팔괘장(八卦章) 수상